# Pleurotomella bathybia
Pleurotomella bathybia es una especie de gastrópodo del género Pleurotomella, perteneciente la familia Conidae.

## Localización
Se localiza en el océano Atlántico (en climas polares).